# Nick Chinlund
Nicholas „Nick“ Chinlund (* 18. November 1961 in New York City, New York) ist ein US-amerikanischer Schauspieler.

## Leben
Chinlund wuchs in New York auf und ging nach der Schule auf die Brown University, um dort Geschichte zu studieren und Basketball zu spielen. Als ihn eine Verletzung zurückwarf und eine Karriere bei der NBA verbaute, begann er in verschiedenen Schauspielkursen und -klassen mitzumachen. Nach dem Studium zog er nach Los Angeles, wo er an lokalen Theaterbühnen wirkte, die ihm kurz darauf die Tür zum Filmgeschäft öffneten.
Chinlund bekam seine erste große Rolle in dem Film Brennpunkt L.A. – Die Profis sind zurück als Schlägertyp „Hatchett“. Diese Rolle bedeutete für ihn gleichzeitig den Durchbruch im Filmgeschäft sowie die Profilierung als klassischer Bösewicht in Nebenrollen. Er spielte unter anderen in Barett – Das Gesetz der Rache, Bad Girls, Eraser, Mr. Magoo und Training Day.
Chinlund wirkte zudem in verschiedenen Fernsehserien mit, so in New York Cops – NYPD Blue, Immer wieder Fitz, Akte X – Die unheimlichen Fälle des FBI, CSI: Den Tätern auf der Spur, Law & Order, Navy CIS, Buffy – Im Bann der Dämonen und Gilmore Girls. In Third Watch – Einsatz am Limit hatte er eine wiederkehrende Rolle als „Detective Tancredi“.

## Filmografie (Auswahl)
- 1992: Brennpunkt L.A. – Die Profis sind zurück (Lethal Weapon 3)
- 1992: Barett – Das Gesetz der Rache (Joshua Tree)
- 1993: Das Kainsmal des Todes (Daybrak, Fernsehfilm)
- 1994: Bad Girls
- 1994: New York Cops – NYPD Blue (NYPD Blue, Fernsehserie, eine Folge)
- 1996: Eraser
- 1997: Con Air
- 1997: Mr. Magoo
- 1999: Immer wieder Fitz (Cracker, Fernsehserie, 2 Folgen)
- 1995–2000: Akte X – Die unheimlichen Fälle des FBI (The X-Files, Fernsehserie, 2 Folgen)
- 1999–2000: Third Watch – Einsatz am Limit (Third Watch, 6 Folgen)
- 2000: Gilmore Girls (Fernsehserie, eine Folge)
- 2000: Diagnose: Mord (Diagnosis Murder, Fernsehserie, eine Folge)
- 2000: Buffy – Im Bann der Dämonen (Buffy the Vampire Slayer, Fernsehserie, 2 Folgen)
- 2001: Amys Orgasmus (Amy’s Orgasm)
- 2001: Training Day
- 2001;2010: CSI: Den Tätern auf der Spur (CSI: Crime Scene Investigation, Fernsehserie, 2 Folgen)
- 2002: Law & Order (Fernsehserie, eine Folge)
- 2003: Tränen der Sonne (Tears of the Sun)
- 2004: Riddick: Chroniken eines Kriegers (The Chronicles of Riddick)
- 2005: Die Legende des Zorro (The Legend of Zorro)
- 2005–2006: Desperate Housewives (Fernsehserie, 5 Folgen)
- 2006: Without a Trace – Spurlos verschwunden (Without a Trace, Fernsehserie, eine Folge)
- 2006: Ultraviolet
- 2006: Ghost Whisperer – Stimmen aus dem Jenseits (Ghost Whisperer, Fernsehserie, eine Folge)
- 2007: Criminal Minds (Fernsehserie, eine Folge)
- 2007: The Fifth Patient
- 2007: Evil Ground – Fluch der Vergangenheit (Hallowed Ground)
- 2008: Navy CIS (NCIS, Fernsehserie, eine Folge)
- 2008: Felon
- 2009: Wyvern – Die Rückkehr der Drachen (Wyvern)
- 2009: Castle (Fernsehserie, eine Folge)
- 2009: The Mentalist (Fernsehserie, eine Folge)
- 2011: Criminal Intent – Verbrechen im Visier (Law & Order: Criminal Intent, Fernsehserie, eine Folge)
- 2014: Need for Speed
- 2020: Dinner in America
- 2022: The Terminal List – Die Abschussliste (The Terminal List, Fernsehserie, 5 Folgen)